# Exit (canción)
"Exit" es una canción de rock de la banda U2. Es la décima pista de su álbum de 1987 The Joshua Tree. "Exit" fue desarrollado desde una extensa tocada que fue grabada hasta convertirse en una sencilla toma y editada como un arreglo más corto. Bono se inspiró en la novela de 1980, de Nroman Mailer, The Executioner's Song, para escribir la letra, que es representada desde el punto de vista de un asesino en serie. En el juicio por el asesinato de Rebecca Schaeffer, Robert John Bardo utilizó "Exit" como parte de su defensa, declarando que la canción había influenciado sus acciones.
"Exit" se realizó durante la gira Joshua Tree Tour de U2 en 1987 y regresó a su set en vivo en 2017 como parte de la gira del 30 aniversario de The Joshua Tree. Las presentaciones en vivo de "Exit" se representan en la película Rattle and Hum de 1988, así como en el video y álbum en vivo de 2007 Live from Paris.

## Escritura y grabación
"Si intentas diseccionar un atasco y luego reconstruirlo, puedes llegar al punto en el que lo mataste. Pero si puedes capturar el momento y editarlo en una forma en la que la gente pase por alto cualquier momento o discrepancias de afinación, entonces no pierdes la inspiración y el impulso y de alguna manera captura la perla ".

—Adam Clayton
"Exit" se creó el último día de grabación de The Joshua Tree. Se desarrolló a partir de un largo jam que la banda grabó en una sola toma. El productor Daniel Lanois dijo: "Fue una jam larga, y solo había una sección que tenía algo de magia, y decidimos convertirla en algo". El productor Brian Eno editó la jam. hasta el final. El guitarrista The Edge dijo: "Comenzó como un ejercicio de tocar juntos con una especie de estado de ánimo y un lugar en la mente. Y realmente, para mí, me llevó allí, realmente tuvo éxito como experimento". Lanois dijo: "Hay algo que sucede cuando U2 lo golpea en la sala de la banda ... y a veces las cosas se salen de control, sonoramente, en el buen sentido. Fuera de control en el sentido de que no sabes qué es ya, simplemente toma vida propia y hace que la gente haga cosas".
Un día, durante las sesiones del álbum, Edge estaba buscando grabar una parte de guitarra, pero debido a una falta de comunicación con el equipo de la carretera, la mayor parte de su equipo fue retirado de su casa y almacenado. El único equipo que quedaba era un amplificador de guitarra Roland Chorus y una guitarra Bond Electraglide en un armario que se había entregado a Edge como artículo promocional; Lanois dijo que la guitarra "se consideraba sólo un pedazo de basura". Después de que Edge y Eno comenzaron a tocar con el instrumento, quedaron impresionados por su sonido y posteriormente lo agregaron a "Exit". Lanois dijo, "es un sonido de guitarra muy, muy sucio, como el sonido de una máquina que está viva, gruñendo y rechinando".
La letra se inspiró en la novela ganadora del premio Pulitzer de Norman Mailer en 1980 The Executioner's Song, escrita sobre el asesino en serie Gary Gilmore, y en la novela de 1966 de Truman Capote A sangre fría; "Executioner's Song" era el título provisional de la pista. El cantante principal Bono había leído ambas novelas y quería intentar escribir "una historia en la mente de un asesino". La lectura adicional de Flannery O'Connor y Raymond Carver lo inspiró a tratar de comprender "primero el ganado ordinario y luego los forasteros, la madera flotante, los que se encuentran en los márgenes de la tierra prometida, separados del sueño americano". Bono describió la letra como "sólo una historia corta en realidad, excepto que dejé algunos de los versos porque me gustó como un boceto. Se trata solo de un tipo que tiene una idea en la cabeza. La capta de un predicador en el radio o algo y se apaga...". Señaló que, aunque 30 canciones estaban en disputa para su inclusión en el álbum, él "quería una canción con ese sentido de violencia, especialmente antes de 'Mothers of the Disappeared'".
"Exit" aparece como la penúltima canción del álbum The Joshua Tree, que se lanzó el 9 de marzo de 1987. Aunque la canción comienza con la línea de bajo de Adam Clayton, algunos lanzamientos en CD del álbum incluyen por error la coda de la pista anterior, "One Tree Hill ", al comienzo de" Exit ".

## Composición y tema
"Exit" tiene una duración de 4:13. Se toca en tiempo común a un tempo de 120 beats por minuto.
"'Exit', ni siquiera sé cuál es el acto en esa canción. Algunos lo ven como un asesinato, otros como un suicidio, y no me importa. Pero el ritmo de las palabras es casi tan importante para transmitir el estado de la mente." —Bono
"Exit" retrata la mente de un asesino psicótico. El editor de Hot Press, Niall Stokes, dijo que la canción "rastrea el área ocupada por uno o ambos [Gilmore y Manson], metiéndose en la cabeza de un protagonista que se está precipitando hacia la psicosis". Agregó que el punto de "Exit" era ". para transmitir el estado mental de alguien impulsado, por cualquier impulso poderoso, al borde de la desesperación ". Stokes sintió que" la corriente oculta de la imaginería religiosa "en la canción era una respuesta al" fanatismo implícito en la fe", y que la canción le permitió a U2 "[purgar sus] propios demonios, su propia ira y furia por las vicisitudes que el destino les había impuesto. Otro colaborador de Hot Press, Bill Graham, dijo que "Exit "permitió a U2" finalmente confiesan su reconocimiento gradual del Anticristo en todos".
El bajista Adam Clayton dijo que la frase "Vio que las manos que construyen también pueden tirar hacia abajo" era un golpe a los roles conflictivos del gobierno de Estados Unidos en las relaciones internacionales. Dos canciones de The Joshua Tree, "Bullet the Blue Sky" y "Mothers of the Disappeared", centradas en la política exterior de Estados Unidos. Al describir "Exit", Bono dijo: "Está muy bien abordar a Estados Unidos y la violencia que es una política exterior agresiva, pero para entender realmente que tienes que meterte bajo la piel de tu propia oscuridad, la violencia que todos tenemos dentro de nosotros". La violencia es algo que tengo bastante. Tengo un lado de mí que, en un rincón, puede ser muy violento. Es lo menos atractivo de todos y quería reconocerlo ".
Don McLeese del Chicago Sun-Times creía que "Exit" "[sugiere] el mal que puede resultar de la moralidad moral". El periodista musical Bill Graham escribió "Por primera vez, [Bono] estaba reconociendo la peligros del dualismo implícito en el cristianismo", comparando el tono espiritual y musical del canto con el de las Ciruelas vírgenes. David Werther, profesor asociado de Filosofía en la Universidad de Wisconsin-Madison, comparó "Exit" con la canción de 1991 de U2 "Until the End of the World" permitía la posibilidad de la purificación, que describió como la limpieza del alma "a través de la piedad y el miedo", al colocar al oyente en la posición de Judas Iscariote, "Exit" fue un ejemplo de purgación, una liberación del exceso de piedad y miedo. Werther señaló que "'Exit' evoca sentimientos de miedo, miedo a perder el control, ceder al lado oscuro de uno, tal vez incluso quitarse la vida", en contraste con las "olas de arrepentimiento" experimentadas por Judas.

## Recepción
"Exit" recibió una recepción mixta a positiva por parte de los críticos. Colin Hogg de The New Zealand Herald describió la canción como un "decididamente aterrador... bombardeo impulsado por la guitarra". Divina Infusino del San Diego Union-Tribune lo describió como "ampollas". Tony Perry de The Patriot-News sintió que era uno de los puntos más bajos del álbum, diciendo "'Exit'... crescendo en poco más que ruido", un sentimiento del que se hizo eco Lennox Samuels de The Dallas Morning News, quien lo llamó "una pieza aburrida". Escribiendo para el Orange County Registrar, Jim Washburn y Noel Davis lo llamaron "un viaje a través de la mente de un asesino, hecho desgarrador no tanto por las letras espeluznantes-religiosas de Hewson como por el sobredimensionado [⁠ ... ⁠] acompañamiento de la banda, que prácticamente hierve directamente de la olla ". Thom Duffy del Orlando Sentinel calificó la atmósfera de la canción como" misteriosa ".
Richard Harrington de The Washington Post lo llamó "metafóricamente ambivalente". Barbara Jaeger de The Bergen Record calificó la línea de bajo de Clayton como "ominosa". Stokes lo describió como "la antítesis de los yoes brillantes, resonantes, optimistas e inspiradores de [U2], era sucio, ruidoso, discordante, repetitivo, ruidoso, negro. Si la intención era invocar una sensación de maldad en el exterior, entonces era eficaz". Graham dijo que "'Exit' debería haber hecho estallar el mito de U2 como los buenos chicos del rock. Nunca habían mostrado una racha tan viciosa o producido una pista tan fulminante... Mucho más que incluso 'Bullet the Blue Sky', [ La interpretación de The Edge es rascar los barrotes de la prisión del buen gusto pulido ", describiéndolo como el comodín del álbum. El autor John Luerssen lo contrastó con el resto del catálogo de la banda, diciendo "A diferencia de la mayoría de las canciones que U2 había escrito hasta este punto, 'Exit' carecía de optimismo". El colaborador de Hot Press, Colm O'Hare, sintió que las afirmaciones by Bardo evocaba recuerdos del uso de Charles Manson de "Helter Skelter" y contenía "matices aún más siniestros" de la muerte de John Lennon. En Rolling Stone, Steve Pond argumentó que era "lo suficientemente incómodo como para recordarte que ni siquiera Patti Smith podía lograr este tipo de cosas con regularidad".
Aunque "Exit" no fue lanzado como sencillo, se trazó en los Países Bajos, alcanzando el puesto 46 después de dos semanas.

## En directo
"A veces, Bono salía del escenario en el receso y no dejaba el personaje. La oscuridad todavía estaba allí con él. A veces era difícil para él sacudirse y empezar a tocar las siguientes canciones. Esa oscuridad tiene un cierto tipo de adrenalina ".

—The Edge
U2 debutó con "Exit" el 8 de marzo de 1987 para una transmisión de The Old Grey Whistle Test. Bono la presentó como "una canción sobre un hombre religioso, un fanático, que se le mete en la cabeza la idea que él llama 'las manos del amor'". Fue interpretada a continuación el 2 de abril de 1987 en Tempe, Arizona, durante el primer concierto de The Joshua Tree Tour. Clayton notó que la forma en que crearon la canción sin darse cuenta causó un problema para U2, diciendo "cuando estás en una situación de gira tienes que aprender números que en realidad nunca se escribieron, sino que se crearon espontáneamente". "Exit" se tocó en los 109 conciertos de la gira, y fue seguido frecuentemente por un fragmento de la canción "Gloria", escrita por Van Morrison. Tras la conclusión del Joshua Tree Tour, U2 realizó "Exit" solo en una ocasión más (hasta el Joshua Tree Tour 2017): el 14 de octubre de 1989 en Melbourne, Australia, en el Lovetown Tour, casi dos años después de su actuación anterior. En 2007, el mánager de U2, Paul McGuinness, dijo que la canción había sido "ligeramente contaminada" después del juicio de Robert John Bardo, especulando que había caído en desgracia con la banda después del incidente.
En 2006, Bono declaró: "Cuando las cosas no van bien y siento que no nos estamos comunicando, paso por cosas terribles en el escenario". Él comparó sus emociones en esas ocasiones con "una gran negrura", y descubrió que interpretar la canción lo ayudó a eliminarlas de su mente en algunas ocasiones. Varias escenas de la película Rattle and Hum de 1988 muestran a Bono con el brazo en cabestrillo, como resultado de su caída y dislocación del hombro durante una interpretación de "Exit" el 20 de septiembre de 1987 en Washington, D.C. El concierto estaba siendo filmado para la película, y Edge declaró que "el espectáculo no iba bien". Bono se cayó mientras corría por el escenario "en un intento de intentar hacer algo". Al recordar el incidente, Bono dijo "['Exit'] me había llevado a un lugar feo... pero fue la rabia lo que lo causó. Fue entonces cuando me di cuenta de que la rabia es algo caro para tu bienestar general". En otra ocasión dijo: "Solo quiero darme un baño después de hacer eso. Solo quiero lavarme la piel". Graham escribió que "las presentaciones de 'Exit' se volverían cada vez más tensas y purgantes."
David Zimmerman de USA Today creía que la interpretación en vivo de "Exit" ayudó a mostrar las habilidades de la batería de Mullen, que describió como "más asertiva que nunca". Don McLeese del Chicago Sun-Times describió la interpretación en vivo como "más dura, más agresiva y más explosiva que gran parte de la música anterior de la banda". Jon Bream del Star Tribune dijo que "galvanizó a la multitud de la misma manera que U2 tuvo en sus legendarias presentaciones en Live Aid en 1985 ", creyendo que ayudó a enfocar la energía de la banda.
Una interpretación en vivo de "Exit", grabada el 8 de noviembre de 1987 en Denver, Colorado, aparece como la cuarta canción en la película de 1988 Rattle and Hum. Otra interpretación en vivo de la canción, tocada el 4 de julio de 1987 en el Hippodrome de Vincennes en París, fue transmitida en vivo por televisión. Más tarde fue lanzado en el video y álbum en vivo Live from Paris en 2007.
La canción regresó al set en vivo de la banda para el Joshua Tree Tour 2017, en el que la banda interpretó el álbum en su totalidad por su 30 aniversario. Para la gira, antes de las presentaciones de "Exit", se mostró un clip de la serie de televisión occidental Trackdown de los años 50; en el clip, un estafador llamado Trump visita una ciudad y promete construir un muro alrededor de ellos para garantizar su seguridad. La banda se alegró cuando Bono lo descubrió, ya que querían hacer una referencia al presidente de Estados Unidos, Donald Trump, durante el programa sin insistir en su punto. El clip fue seguido por una imagen de manos tatuadas "AMOR" y "ODIO", inspirada en el predicador fanático / personaje asesino de la película La noche del cazador. Durante la interpretación de "Exit", Bono vistió un traje negro y un sombrero de predicador y adoptó la personalidad del "Shadow Man". Tomando la influencia del autor Flannery O'Connor, cuyas obras originalmente inspiraron la escritura de la canción, Bono usó el Hombre de las Sombras para recitar líneas de la novela Wise Blood de O'Connor y la rima "Eeny, meeny, miny, moe".

## Juicio de Robert John Bardo
Robert John Bardo, un estadounidense de Tucson, Arizona, se obsesionó con la actriz Rebecca Schaeffer en 1986 después de enviarle una carta ese mismo año. Después de presenciarla en una escena de amor en la película de 1989 Scenes from the Class Struggle in Beverly Hills, Bardo declaró que la película "arruinó esta imagen inocente de ella". Pagó a un investigador privado para averiguar la dirección de su casa y comenzó para acecharla, y el 18 de julio de 1989, viajó a la casa de Schaeffer y la asesinó.
Park Elliott Dietz, un renombrado psiquiatra forense que había trabajado en el caso de John Hinckley, Jr. después de su intento de asesinato del presidente Ronald Reagan, fue asignado a trabajar con Bardo. Le dijo al tribunal que Bardo afirmó que "Exit" había influido en sus acciones. Según Associated Press, cuando se tocó la canción en la corte, "Bardo, que había permanecido inmóvil durante el juicio, cobró vida... Sonrió, se balanceó al ritmo de la música, se golpeó la rodilla como un tambor y articuló la letra". Bardo fue condenado por asesinato en primer grado.
Bono dijo que no se sentía responsable de que una canción de U2 fuera usada en una defensa por asesinato, pero dijo: "Sigo sintiendo que tienes que ir por esas calles con tu música. Si es ahí a donde te lleva el tema, tienes que seguirlo." Al menos en la imaginación. No estoy seguro de querer ir a vivir allí. De vez en cuando daré un paseo y tomaré una copa con el Diablo, pero no me mudaré con él". The Edge dijo que la defensa de la canción en el juicio fue "muy pesada", y dijo: "¿Debería algún artista abstenerse de publicar algo porque tiene miedo de lo que otra persona pueda hacer como resultado de su trabajo? Odiaría ver venir la censura en, ya sea del gobierno o, desde mi punto de vista, personal".

## Personal
| - Bono – Voz principal, guitarra - The Edge – guitarra - Adam Clayton – bajo - Larry Mullen Jr. – batería | - Brian Eno – mezclas - Flood – grabación de sonido |